# 李书卷
李书卷（1934年2月—），男，河北深县人，中华人民共和国政治人物，曾任新疆生产建设兵团副政治委员，中华诗词学会顾问。